# Sânmartin, Bihor
Sânmartin (în maghiară Váradszentmárton, în trad. "Sînmartinul Oradiei", colocvial Szentmárton) este satul de reședință al comunei cu același nume din județul Bihor, Crișana, România.

## Clădiri istorice
- Castelul Sînmartin

## Monument dispărut
Fosta așezare din epoca bronzului din satul Sînmartin (în locul numit "Dealul Korhany") este înscrisă pe "Lista monumentelor istorice dispărute", elaborată de Ministerul Culturii și Cultelor în anul 2004 (datare: epoca bronzului, cod 05A0070).